# Phoradendron seibertii
Phoradendron seibertii är en sandelträdsväxtart som först beskrevs av Trelease, och fick sitt nu gällande namn av Carlos Toledo Rizzini. Phoradendron seibertii ingår i släktet Phoradendron och familjen sandelträdsväxter. Inga underarter finns listade i Catalogue of Life.